# Трояска
Троя́ска — гора у центральній частині масиву Свидовець (Українські Карпати, у межах Рахівського району Закарпатської області). Висота — 1702 м. 
До висоти 1400 м переважають хвойні та букові ліси, криволісся, вище — розлогі полонини. Східні та північно-західні схили гори круті, південні — пологі.
З півночі до гори прилягає сідловина, що тягнеться до гори Татаруки (1707 м). На захід від Трояски розташована гора Унгаряска (1707 м), на схід — озеро Апшинець, на південний схід — гора Догяска (1761 м). На північний схід від Трояски в долині річки Апшинець лежить Апшинецький заказник.
Під вершиною Трояски (з південного боку) проходить популярний туристичний маршрут «Вершинами Свидовця» — від селища Ясіня до селища Усть-Чорна (або у зворотному напрямку), а також відгалуження (на північ) цього маршруту — через гору Татаруку до перевалу Околе (1193 м).
Найближчий населений пункт: село Чорна Тиса.

## Фотографії

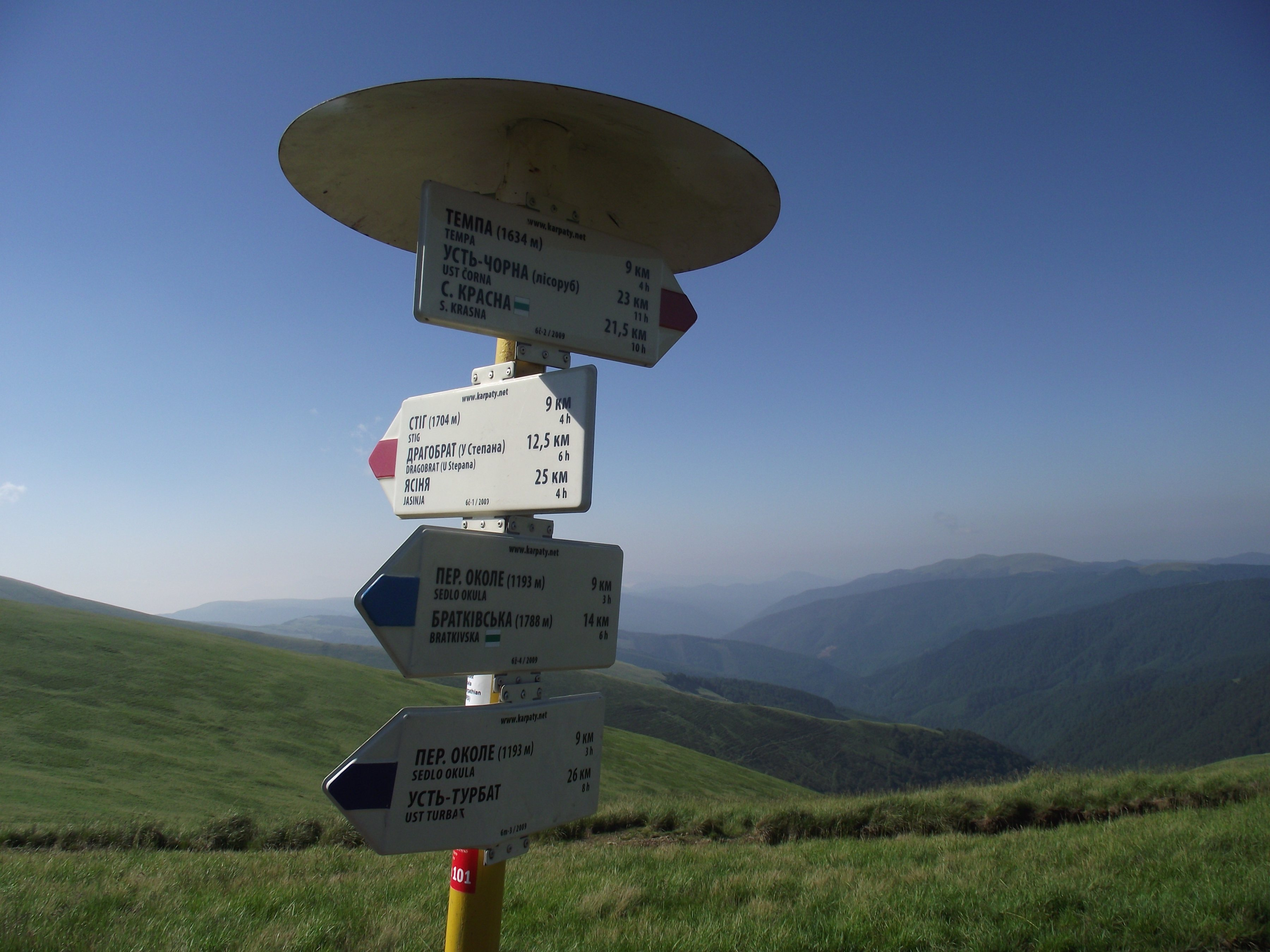
Інформаційні знаки під вершиною Трояски
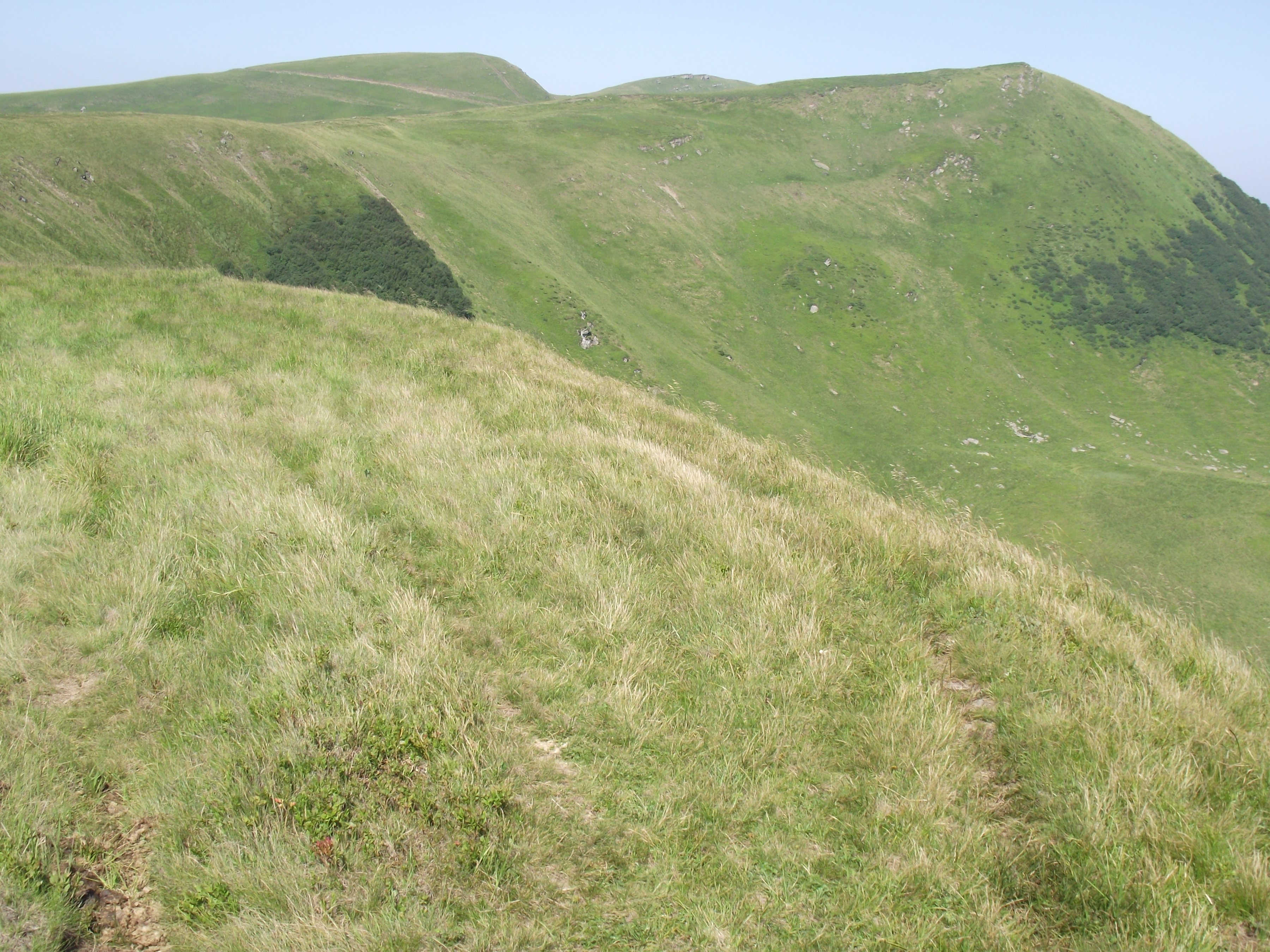
Вигляд із Трояски на західну частину головного Свидовецького хребта